# Psila nigriseta
Psila nigriseta är en tvåvingeart som beskrevs av Iwasa 1991. Psila nigriseta ingår i släktet Psila och familjen rotflugor. Inga underarter finns listade i Catalogue of Life.